# Stare Kosiny
Stare Kosiny – wieś sołecka w Polsce położona w województwie mazowieckim, w powiecie mławskim, w gminie Wiśniewo.
Do 1954 roku istniała gmina Kosiny. W latach 1975–1998 miejscowość administracyjnie należała do województwa ciechanowskiego.